# Sōsa, Chiba
Sōsa (匝瑳市 Sōsa-shi) là một thành phố thuộc tỉnh Chiba, Nhật Bản.